# 칠레데보에 오스지
칠레데보에 오스지(영어: Chile Eboe-Osuji, 1962년~)는 나이지리아 출신의 판사로, 유엔 인권 고등판무관 사무소의 법률 고문이었고, 2018년 3월 이후 국제형사재판소 소장으로 근무 중이다. 나이지리아 칼라바 대학(University of Calabar)에서 법학 학사를, 캐나다 맥길 대학교에서 법학 석사를, 네덜란드 암스테르담 대학교에서 법학 박사 학위를 취득하였다.